# Wanfried
Wanfried är en stad i Werra-Meissner-Kreis i Regierungsbezirk Kassel i förbundslandet Hessen i Tyskland.
Den tidigare kommunen Völkershausen uppgick i Wanfried 1 oktober 1971 följt av Aue 31 december 1971 samt Altenburschla och Heldra 1 april 1972.